# نالين بيكغول

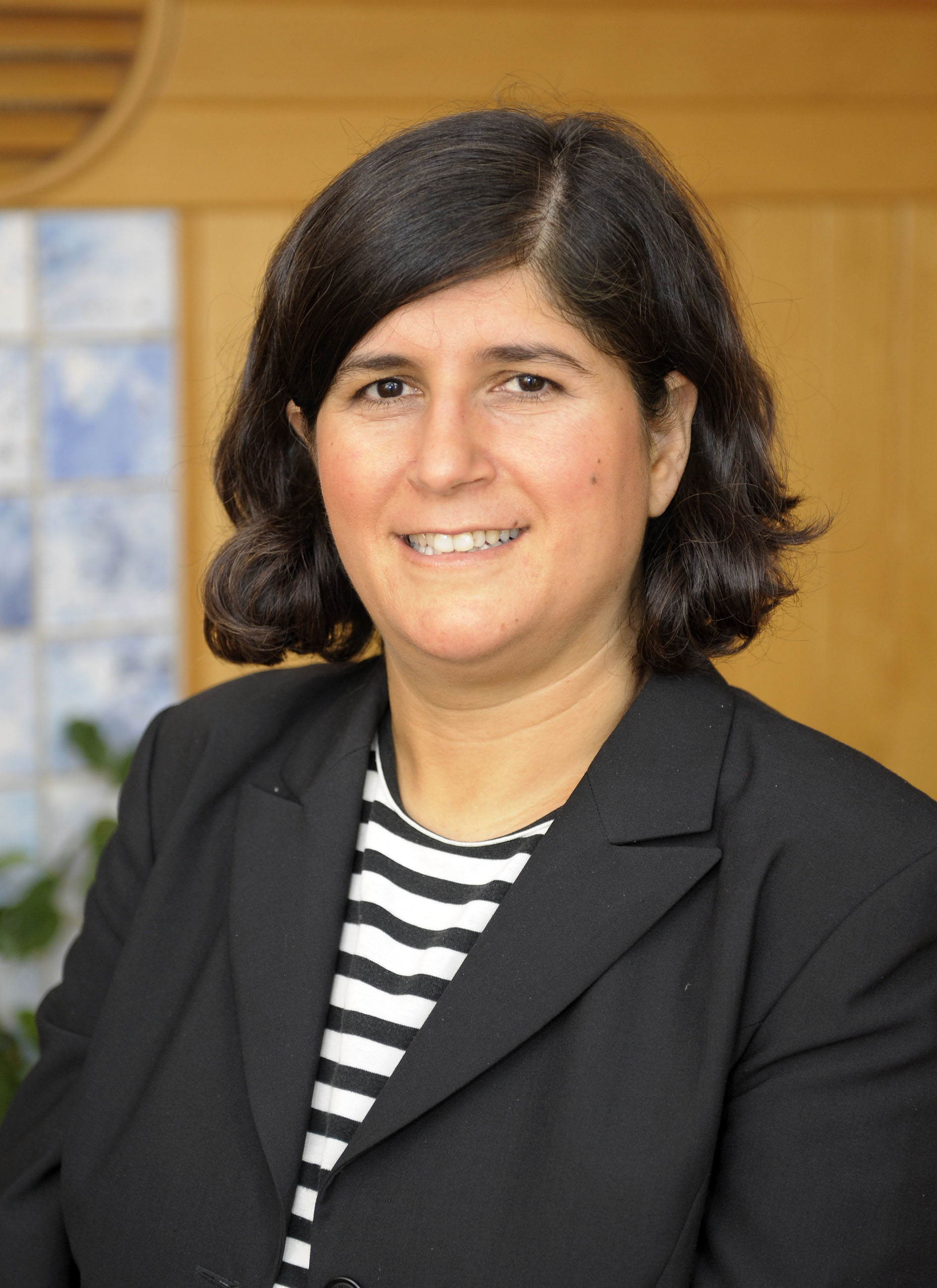
نالين بكغول, 2007

نالين بكغول (بالسويدية: Nalin Pekgul)‏ مواليد 1967 هي سياسية كردية-سويدي من الحزب العمال ديمقراطي الأشتراكي. ولدت في بطان، تركيا. بين 1994–2002, كانت عضواً في البرلمان السويدي. وكانت رئيسة المرأة الأشتراكية الديمقراطية في السويد (بالسويدية: Sveriges socialdemokratiska kvinnoförbund
) 2003-2011. نالين هي أخت الناشطة القومية الكردية ومكافحة العنصرية كوردو باكسي.

## وصلات خارجية
- (S-women) الموقع